# ロック・アンド・ロール・ミュージック
「ロックンロール・ミュージック」（Rock and Roll Music）は、チャック・ベリーの楽曲である。1957年にチェス・レコードからシングル盤として発売され、アメリカのシングルチャートで上位10位内にランクインした。1964年に発売されたビートルズによるカバー・バージョンは、オーストラリアやヨーロッパ、日本のシングルチャートで第1位を獲得し、1976年に発売されたザ・ビーチ・ボーイズによるカバー・バージョンは、アメリカのシングルチャートで上位10位内にランクインした。

## オリジナル・バージョン
チャック・ベリーは、レナード・チェスとフィル・チェスのプロデュースのもと、1957年5月にシカゴで「ロックンロール・ミュージック」のレコーディングを行なった。演奏には、ラファイエット・リーク（ピアノ）、ウィリー・ディクスン（ベース）、フレッド・ビロウ（ドラム）が参加している。チェス・レコードは、1957年9月に45rpmと78rpmの両方のフォーマットでシングル盤として発売し、年末までに『ビルボード』誌のR&Bシングルチャートで6位、Hot 100で8位に達している。
2004年に『ローリング・ストーン』誌が発表したローリング・ストーンの選ぶオールタイム・グレイテスト・ソング500の第128位にランクインした。

## ビートルズによるカバー
ビートルズは、ハンブルグでの巡業中から本作を演目の1つとしていた。1994年に発売された『ザ・ビートルズ・ライヴ!! アット・ザ・BBC』にも『Saturday Club』（1964年12月26日放送回）での演奏が収録された。1964年10月18日にEMIレコーディング・スタジオで録音された本作は、12月にパーロフォンから発売されたアルバム『ビートルズ・フォー・セール』、アメリカではキャピトル・レコードから発売された『Beatles '65』に収録された。1976年には本作を収録した同名のコンピレーション・アルバムが発売された。
本作におけるピアノの演奏者について、さまざまな見解がある。デレク・テイラーによるアルバムのライナー・ノーツでは「ジョージ・マーティンが、ジョンやポールと共に1台のピアノを演奏している」と書いている。一方、ビートルズの歴史家であるマーク・ルイソンは、著書『The Beatles Recording Sessions』で「ビートルズの基本編成にマーティンがピアノで加わり、オーバー・ダビングなしの1テイクで録音された」と書いている。
本作は1965年初頭に多数の国でシングル・カットされており、日本で発売されたシングル盤のB面には「エヴリー・リトル・シング」、ドイツ、ベルギー、イタリアで発売されたシングル盤のB面には「アイム・ア・ルーザー」、オーストラリアで発売されたシングル盤のB面には「ハニー・ドント」、スウェーデンで発売されたシングル盤のB面に「恋におちたら」が収録された。このうち、オーストラリア、日本、ノルウェー、スウェーデンのシングルチャートで第1位を獲得した。
デビュー後も1965年のヨーロッパツアーで演奏され、1966年のライブツアーではオープニング・ナンバーとして演奏された。1996年に発売された『ザ・ビートルズ・アンソロジー2』に1966年6月30日の日本公演での音源が収録されている。

### クレジット
※出典（特記を除く）
- ジョン・レノン - ボーカル、リズムギター、ピアノ[9]
- ポール・マッカートニー - ベース、ピアノ[9]
- ジョージ・ハリスン - リズムギター
- リンゴ・スター - ドラム
- ジョージ・マーティン - ピアノ

### チャート成績（ビートルズ版）
| チャート (1965年)                  | 最高位 |
| ---------------------------------- | ------ |
| オーストラリア (Kent Music Report) | 1      |
| オーストリア (Ö3 Austria Top 40)   | 4      |
| ベルギー (Ultratop 50 Flanders)    | 3      |
| ベルギー (Ultratop 50 Wallonia)    | 6      |
| ドイツ (GfK Entertainment charts)  | 2      |
| オランダ (Single Top 100)          | 2      |
| ノルウェー (VG-lista)              | 1      |
| スウェーデン (Kvallstoppen)        | 1      |

| チャート (2011年) | 最高位 |
| ----------------- | ------ |
| 日本 (オリコン)   | 28     |

| チャート（1965年）                          | 最高位 |
| ------------------------------------------- | ------ |
| 日本 (ミュージック・マンスリー洋楽チャート) | 1      |

## ザ・ビーチ・ボーイズによるカバー
ザ・ビーチ・ボーイズによるカバー・バージョンは、1976年5月24日にシングル盤として発売された。翌月28日に発売されたオリジナル・アルバム『15・ビッグ・ワンズ』にもB面曲「TMソング」と共に収録されている。『オールミュージック』のジョン・ブッシュは、アルバム『15・ビッグ・ワンズ』のレビューで、本作をはじめとした同作に収録のカバー曲について「あまりにも有名すぎて、誰も効果的に作り直すことができない」と評している。
ザ・ビーチ・ボーイズによるカバー・バージョンは、Billboard Hot 100で最高位5位、RPM Top Singlesで最高位11位を記録した。

### 演奏（ザ・ビーチ・ボーイズ版）
※出典
ザ・ビーチ・ボーイズ
- マイク・ラヴ - リード・ボーカル、バッキング・ボーカル
- アル・ジャーディン - バッキング・ボーカル
- ブライアン・ウィルソン - バッキング・ボーカル、ピアノ、モーグベース、アープ・シンセサイザー
- カール・ウィルソン - バッキング・ボーカル
- デニス・ウィルソン - バッキング・ボーカル、ドラム

外部ミュージシャン
- マリリン・ウィルソン - バッキング・ボーカル
- エド・カーター - ギター
- ビリー・ヒンシ - ギター
- ジーン・エステス - パーカッション
- キャロル・リー・ミラー - オートハープ
- スティーヴ・ダグラス - サクソフォーン
- デニス・ドレイス - サクソフォーン、クラリネット
- マイク・アルツシュール - サクソフォーン、クラリネット
- ジャッキー・ケルソ - サクソフォーン、クラリネット
- ジャック・ニミッツ - サクソフォーン、クラリネット

### チャート成績（ザ・ビーチ・ボーイズ版）
| チャート (1976年)        | 最高位 |
| ------------------------ | ------ |
| Canada Top Singles (RPM) | 11     |
| UK シングルス (OCC)      | 36     |
| US Billboard Hot 100     | 5      |
| US Cash Box Top 100      | 11     |

| チャート (1976年)    | 順位 |
| -------------------- | ---- |
| Canada (RPM)         | 112  |
| US Billboard Hot 100 | 81   |

## 日本のアーティストによるカバー
- ザ・ピーナッツ - 1965年の『第16回NHK紅白歌合戦』にて歌唱[32]。
- 西郷輝彦 - 1965年発売のコンパクト盤『テルの涙のチャペル』（訳詞：島村葉二）。
- 弘田三枝子 - 1966年発売のコンパクト盤『ロック・アンド・ロール・ミュージック』。
- 尾藤イサオ - 1966年発売のアルバム『ワーク・ソング』。「ロックンロール・ミュージック」の曲名。
- 佐藤隆 - 1988年発売のビートルズのトリビュート・アルバム『抱きしめたい』。